# Erde
Die Erde ist der dichteste, fünftgrößte und der Sonne drittnächste Planet des Sonnensystems. Bisher konnte auf keinem anderen Planeten unseres Sonnensystems – außer auf der Erde – Leben entdeckt werden. Ihr Durchmesser beträgt mehr als 12 700 Kilometer und ihr Alter etwa 4,6 Milliarden Jahre. Nach ihrer vorherrschenden geochemischen Beschaffenheit wurde der Begriff der „erdähnlichen Planeten“ geprägt.
Die Erde hat eine gasförmige Hülle, die Erdatmosphäre, wo aus Wasserdampf Wolken entstehen können. Die Erdoberfläche bilden zu etwa zwei Dritteln Ozeane, zu etwa einem Drittel Kontinente. Da sie vom All aus betrachtet vorwiegend blau erscheint, wird die Erde auch Blauer Planet genannt. Sie wird metaphorisch auch als „Raumschiff Erde“ bezeichnet.
Die Erde spielt als Lebensgrundlage des Menschen in vielen Religionen eine herausragende Rolle als heilige Ganzheit; in etlichen ethnischen, Volks- und historischen Religionen entweder als Vergöttlichung einer „Mutter Erde“ oder personifiziert als Erdgöttin. Als Lebensraum des Menschen wird besonders in der Umgangssprache auch die Bezeichnung Welt synonym zu Erde gebraucht.

## Etymologie
Das gemeingermanische Substantiv erde in Mittelhochdeutsch, in Althochdeutsch erda beruht mit verwandten Wörtern anderer indogermanischer Sprachen auf er-.
Das astronomische Symbol der Erde ist ♁ oder .

## Umlaufbahn
Die Erde bewegt sich gemäß dem ersten Keplerschen Gesetz auf einer elliptischen Bahn um die Sonne. Die Sonne befindet sich in einem der Brennpunkte der Ellipse. Die Ellipsenhauptachse verbindet den sonnenfernsten und sonnennächsten Punkt der Umlaufbahn. Die beiden Punkte heißen Aphel und Perihel. Das Mittel aus Aphel- und Perihelabstand ist die Länge der großen Halbachse der Ellipse und beträgt etwa 149,6 Mio. km. Diese Länge definierte ursprünglich die Astronomische Einheit (AE), die als astronomische Längeneinheit hauptsächlich für Entfernungen innerhalb des Sonnensystems verwendet wird.
Das Aphel liegt bei 1,017 AE (152,1 Mio. km) und das Perihel bei 0,983 AE (147,1 Mio. km). Damit hat die Ellipse eine Exzentrizität von 0,0167. Der Aphel-Durchgang erfolgt um den 5. Juli und der Perihel-Durchgang um den 3. Januar. Die Erde umkreist die Sonne in 365 Tagen, 6 Stunden, 9 Minuten und 9,54 Sekunden; diese Zeitspanne heißt auch siderisches Jahr. Das siderische Jahr ist 20 Minuten und 24 Sekunden länger als das tropische Jahr, auf dem das bürgerliche Jahr der Kalenderrechnung basiert. Die Bahngeschwindigkeit der Erde beträgt im Mittel 29,78 km/s, im Perihel 30,29 km/s und im Aphel 29,29 km/s; somit legt die Erde eine Strecke der Länge ihres Durchmessers in gut sieben Minuten zurück.
Die Erdbahn ist zur inneren Nachbarbahn der Venus im Mittel 0,28 AE (41,44 Mio. km) und zur äußeren Nachbarbahn des Mars im Mittel 0,52 AE (78,32 Mio. km) entfernt. Im Mittel ist jedoch Merkur der Erde am nächsten (1,039 AE). Auf der Erdbahn befinden sich mehrere koorbitale Objekte, weitere Details siehe: Erdbahn.
Die Erde umkreist die Sonne prograd, das heißt in der Rotationsrichtung der Sonne, was vom Nordpol der Erdbahnebene aus gesehen entgegen dem Uhrzeigersinn ist.
Die Erdbahnebene wird Ekliptik genannt. Die Ekliptik ist um etwa 7° gegen die Äquatorebene der Sonne geneigt. Der Sonnennordpol ist der Erde am stärksten gegen Anfang September zugewandt, der Sonnensüdpol gegen Anfang März. In der Sonnenäquatorebene befindet sich die Erde nur kurz um den 6. Juni und den 8. Dezember.

## Rotation

Siderischer Tag (1–2) und Sonnentag (1–3)

Die Erdrotation als Animation

Die Erde rotiert prograd in Richtung Osten einmal um ihre Achse relativ zu den Fixsternen in 23 Stunden, 56 Minuten und 4,09 Sekunden. Diese Zeitspanne wird analog zum siderischen Jahr als siderischer Tag bezeichnet. Weil die Erde die Sonne auch prograd umkreist und daher am nächsten Tag etwas anders zur Sonne steht (siehe Abb. rechts), ist ein siderischer Tag etwas kürzer als ein Sonnentag, der als die Zeitspanne zwischen zwei Sonnenhöchstständen (Mittag) definiert und in 24 Stunden eingeteilt ist.
Auf dem Erdäquator hat ein Punkt wegen der Eigenrotation eine Geschwindigkeit von 464 m/s bzw. 1670 km/h. Dies verursacht eine Fliehkraft, welche die Figur der Erde an den Polen geringfügig abplattet und am Äquator zu einem Äquatorwulst verformt. Daher ist gegenüber einer volumengleichen Kugel der Äquatorradius 7 Kilometer größer und der Polradius 14 Kilometer kleiner. Der Äquator-Durchmesser ist etwa 43 km größer als der von Pol zu Pol. Deshalb ist der Chimborazo-Gipfel wegen seiner Äquatornähe der Punkt der Erdoberfläche, der am weitesten vom Erdmittelpunkt entfernt ist.
Die Erdrotationsachse ist 23°26′ gegen die senkrechte Achse der Ekliptik geneigt, dadurch werden die Nord- und die Südhalbkugel an verschiedenen Punkten der Erdbahn von der Sonne unterschiedlich beschienen, was zu den das Klima der Erde prägenden Jahreszeiten führt. Die Achsneigungsrichtung fällt für die Nordhalbkugel derzeit in die ekliptikale Länge des Sternbilds Stier. Dort steht, von der Erde aus gesehen, am 21. Juni die Sonne zur Sommersonnenwende. Da die Erde zwei Wochen später ihr Aphel durchläuft, fällt der Sommer auf der Nordhalbkugel in die Zeit ihres sonnenfernen Bahnbereichs.

### Präzession und Nutation

Präzessionsbewegung der Erdachse

Am Erdäquatorwulst erzeugen die Gezeitenkräfte des Mondes und der Sonne ein Drehmoment, das die Erdachse aufzurichten versucht und sie kreiseln lässt. Dies wird lunisolare Präzession genannt. Dadurch vollführt die Erdachse einen Kegelumlauf in 25 700 bis 25 800 Jahren. Mit diesem Zyklus der Präzession verschieben sich die Jahreszeiten. Zusätzlich verursacht der Mond durch die Präzessionsbewegung seiner eigenen Umlaufbahn mit einer Periode von 18,6 Jahren eine „nickende“ Bewegung der Erdachse, die als Nutation bezeichnet wird. Der Mond stabilisiert zugleich die Erdachsenneigung, die ohne ihn durch die Anziehungskraft der Planeten bis zu einer Schräglage von 85° taumeln würde. Für Einzelheiten siehe den Abschnitt Mond.

### Rotationsdauer und Gezeitenkräfte
Auf der Erde verursacht die Gravitation von Mond und Sonne die Gezeiten von Ebbe und Flut der Meere. Dabei ist der Anteil der Sonne etwa halb so groß wie der des Mondes. Die Gezeiten heben und senken auch die Landmassen um etwa einen halben Meter. Die Gezeiten verursachen die Gezeitenreibung, welche die Erdrotation bremst und dadurch die Tage um etwa 20 Mikrosekunden pro Jahr verlängert. Dabei wird die Rotationsenergie der Erde in Wärme umgewandelt und der Drehimpuls wird auf den Mond übertragen, der sich dadurch um etwa vier Zentimeter pro Jahr von der Erde entfernt. Dieser schon lange vermutete Effekt ist seit 1995 durch Laserdistanzmessungen abgesichert. Extrapoliert man diese Abbremsung in die Zukunft, wird auch die Erde einmal dem Mond immer dieselbe Seite zuwenden, wobei ein Tag auf der Erde dann etwa 47-mal so lang wäre wie heute. Damit unterliegt die Erde demselben Effekt, der schon zur gebundenen Rotation (Korotation) des Mondes führte.
| Vergleich der Abstände von Erde, Venus und Merkur zur Sonne: |
|                                                              |

## Aufbau
Die Erde definiert mit ihrem geochemischen Aufbau die Klasse der erdähnlichen Planeten (auch erdartige, terrestrische Planeten, oder Gesteinsplaneten genannt). Die Erde ist unter den vier erdähnlichen Planeten des Sonnensystems der größte.

### Innerer Aufbau
Die Erde setzt sich massenanteilig zusammen aus Eisen (32,1 %), Sauerstoff (30,1 %), Silizium (15,1 %), Magnesium (13,9 %), Schwefel (2,9 %), Nickel (1,8 %), Calcium (1,5 %) und Aluminium (1,4 %). Die restlichen 1,2 % teilen sich Spuren von anderen Elementen.
Die Erde besteht nach seismischen Messungen aus drei Schalen: Dem Erdkern, dem Erdmantel und der Erdkruste. Diese Schalen sind durch seismische Diskontinuitätsflächen (Unstetigkeitsflächen) voneinander getrennt. Die Erdkruste und der oberste Teil des oberen Mantels bilden zusammen die Lithosphäre. Sie ist zwischen 50 und 100 km dick und besteht aus großen und kleineren tektonischen Platten.
Ein dreidimensionales Modell der Erde heißt, wie alle verkleinerten Nachbildungen von Weltkörpern, Globus.

Der Schalenaufbau der Erde
Dreidimensionale Darstellung

### Oberfläche
| | Fläche in km2 | Anteil  |
| --- | ------------- | ------- |
| Gesamtfläche der Erde | 510 000 000   | 100,0 % |
| Wasserfläche | 360 570 000   | 070,7 % |
| Landfläche | 149 430 000   | 029,3 % |
| davon Dauernutzungsraum des Menschen (Wohngebiete, Infrastruktur, intensiv genutzte Flächen, Land- und Forstwirtschaft) 2004 | 072 084 920   | 048,2 % |
| sowie kaum und nicht genutzte „Wildnisregionen“ (inkl. Eisschilde) 2004                                                      | 077 345 080   | 051,8 % |

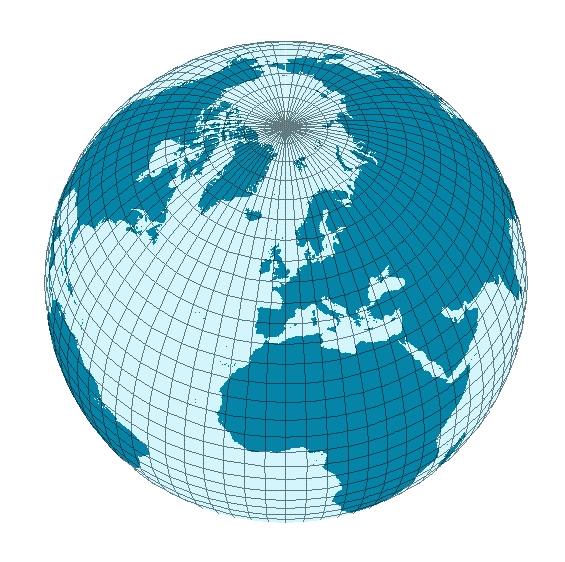
Landhalbkugel

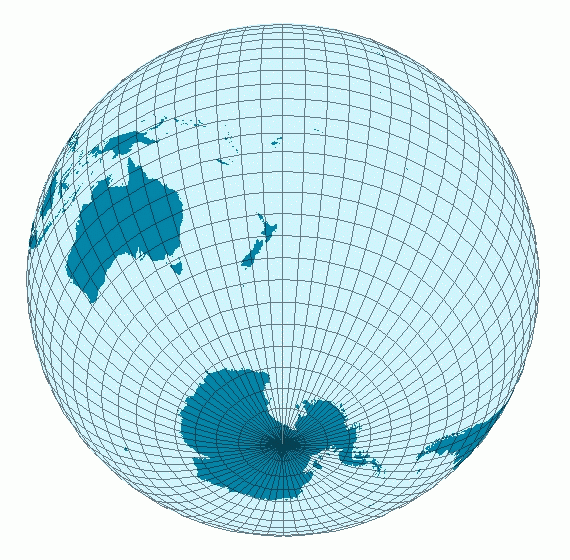
Wasserhalbkugel

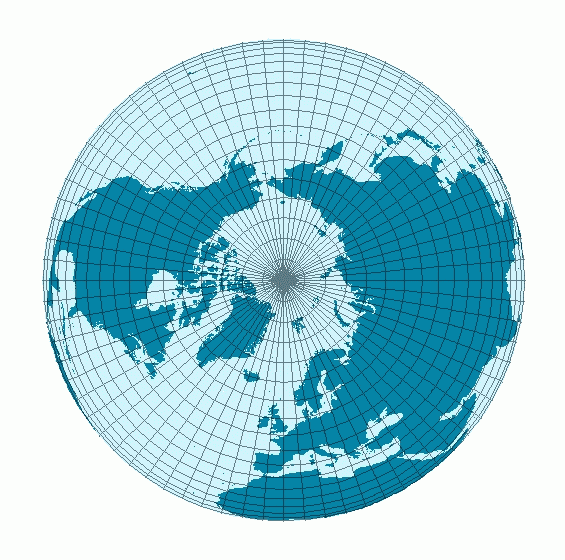
Nordhalbkugel

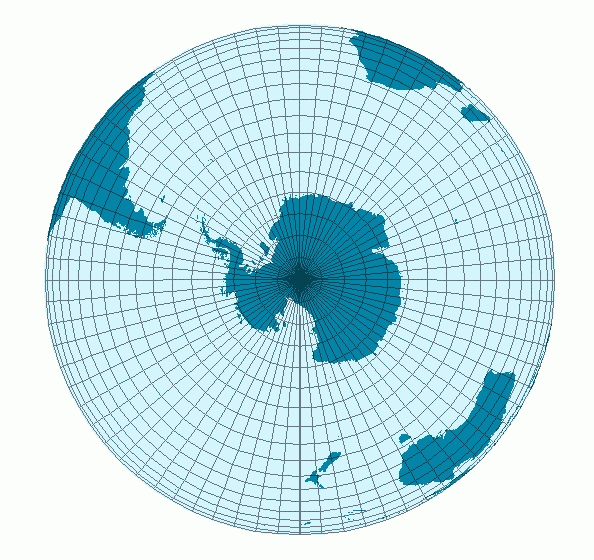
Südhalbkugel

Der Äquatorumfang ist durch die Zentrifugalkraft der Rotation mit 40 075,017 km um 67,154 km (0,17 %) größer als der Polumfang (Meridianumfang) mit 40 007,863 km (bezogen auf das geodätische Referenzellipsoid von 1980). Der Poldurchmesser ist mit 12 713,504 km dementsprechend um 42,816 km bzw. um 0,34 % kleiner als der Äquatordurchmesser mit 12 756,320 km (bezogen auf das Referenzellipsoid; die tatsächlichen Zahlen weichen davon ab). Die Unterschiede im Umfang tragen mit dazu bei, dass es keinen eindeutig höchsten Berg auf der Erde gibt. Nach der Höhe über dem Meeresspiegel ist es der Mount Everest im Himalaya und nach dem Abstand des Gipfels vom Erdmittelpunkt der auf dem Äquatorwulst stehende Vulkanberg Chimborazo in den Anden. Von der jeweils eigenen Basis an gemessen ist der Mauna Kea auf der vom pazifischen Meeresboden aufragenden großen vulkanischen Hawaii-Insel am höchsten.
Die Erdoberfläche ist etwa 510 Mio. km² groß. Sie lässt sich in zwei unterschiedliche Halbkugeln teilen: In eine Landhemisphäre und eine Wasserhemisphäre. Die Landhemisphäre umfasst den größeren Anteil der Landfläche und besteht knapp zur Hälfte mit 47 % aus Land. Die Fläche der Wasserhemisphäre enthält nur 11 % Land und wird durch Ozeane dominiert.
37,4 % der Landoberfläche der Erde liegen zwischen 1.000 und 2.000 m über Meereshöhe. Dabei handelt es sich um hohe Mittelgebirge, Hochgebirge und Hochebenen. Betrachtet man die Unebenheiten der Erdoberfläche im globalen Maßstab, erscheinen sie eher gering. Der Höhe des Mount Everest entspräche eine Erhebung von nur rund 0,15 mm auf einem Globus von der Größe eines Fußballs.
Die Erde ist der einzige Planet im Sonnensystem, auf dessen Oberfläche flüssiges Wasser existiert. 96,5 % des gesamten Wassers der Erde enthalten die Meere. Das Meerwasser enthält im Durchschnitt 3,5 % Salz.
Die Wasserfläche hat in der gegenwärtigen geologischen Epoche einen Gesamtanteil von 70,7 % an der Erdoberfläche. Die restlichen 29,3 %, die Landfläche, entfallen hauptsächlich auf sieben Kontinente; in der Reihenfolge ihrer Größe: Asien, Afrika, Nordamerika, Südamerika, Antarktika, Europa und Australien (Europa ist im Rahmen der Plattentektonik als große westliche Halbinsel des Kontinentes Eurasien allerdings wahrscheinlich nie eine selbstständige Einheit gewesen). Die Fläche des Weltmeeres wird allgemein in drei Ozeane einschließlich der Nebenmeere unterteilt: den Pazifik, den Atlantik und den Indik. Die tiefste Meeresstelle, das Witjastief 1, liegt im Marianengraben, 11 034 m unter dem Meeresspiegel. Die durchschnittliche Meerestiefe beträgt 3 800 m. Das ist etwa das Fünffache der bei 800 m liegenden mittleren Höhe der Kontinente (siehe hypsografische Kurve).

### Plattentektonik
Die größten Platten entsprechen in ihrer Anzahl und Ordnung etwa jener der von ihnen getragenen Kontinente, mit Ausnahme der pazifischen Platte. Alle diese Platten bewegen sich gemäß der Plattentektonik relativ zueinander auf den teils aufgeschmolzenen, zähflüssigen Gesteinen des oberen Mantels, der 100 bis 150 km mächtigen Asthenosphäre.

## Magnetfeld
Das die Erde umgebende Magnetfeld wird von einem Geodynamo erzeugt. Das Feld ähnelt nahe der Erdoberfläche einem magnetischen Dipol. Die magnetischen Feldlinien treten auf der Südhalbkugel aus und durch die Nordhalbkugel wieder in die Erde ein. Im Erdmantel wird das Magnetfeld verformt. Das Magnetfeld wird außerhalb der Erdatmosphäre durch den Sonnenwind gestaucht.
Die magnetischen Pole der Erde fallen nicht genau mit den geografischen Polen zusammen. Die Magnetfeldachse war im Jahr 2007 um etwa 11,5° gegenüber der Erdachse geneigt.

## Atmosphäre

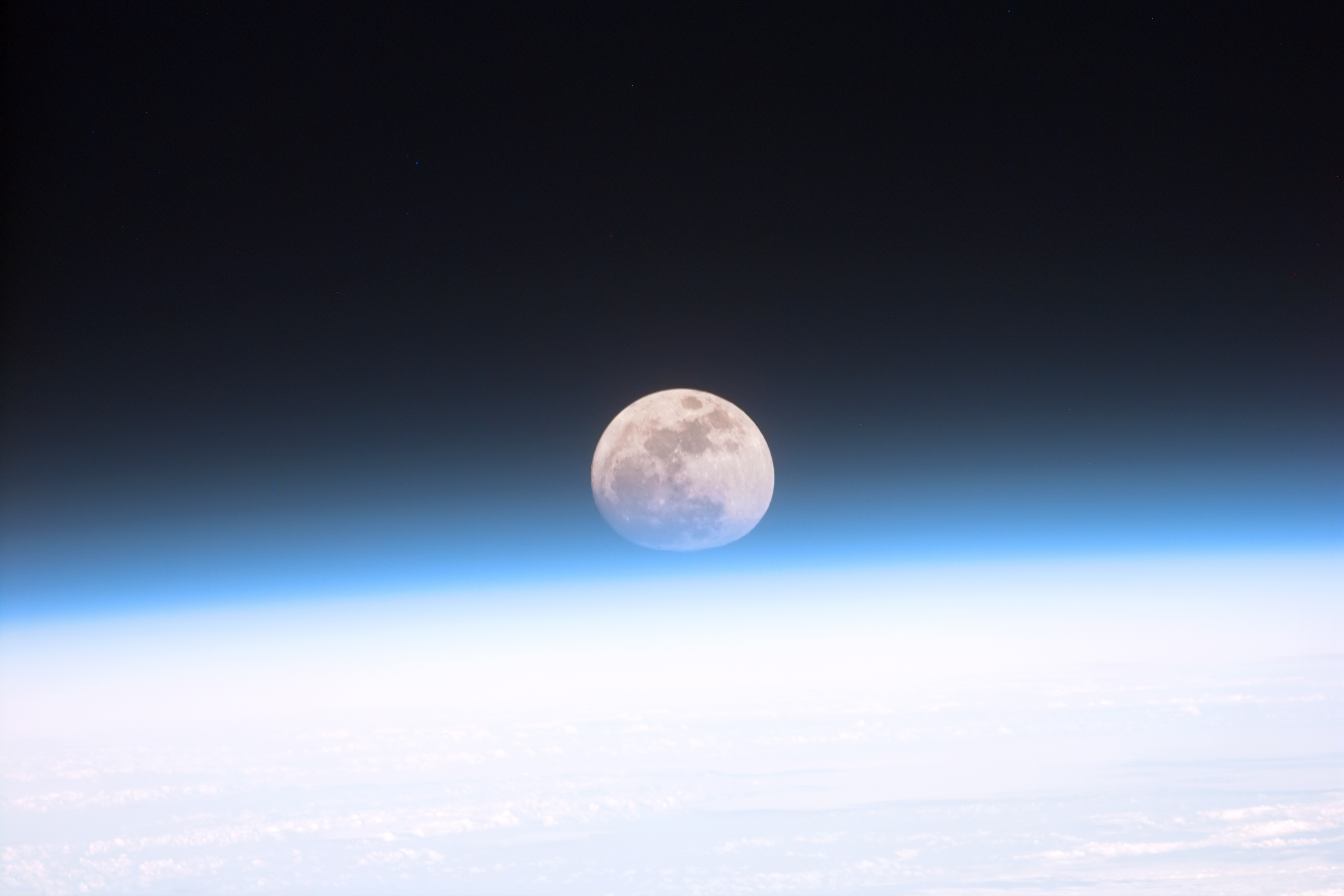
Diese Ansicht aus der Umlaufbahn zeigt den Vollmond, der von der Erdatmosphäre teilweise verschleiert wird. NASA-Bild.

Die Erdatmosphäre geht kontinuierlich in den Weltraum über, so dass sie nach oben nicht scharf begrenzt ist. Ihre Masse beträgt etwa 5,148 × 1018 kg und macht somit knapp ein Millionstel der Erdmasse aus. In der Atmosphäre auf Meeresspiegel-Niveau beträgt der mittlere Luftdruck unter Standardbedingungen 1.013,25 hPa. Die Atmosphäre besteht am Boden vor allem aus 78 Vol.-% Stickstoff, 21 Vol.-% Sauerstoff und 1 Vol.-% Edelgasen, überwiegend Argon. Dazu kommt 0,4 Vol.-% Wasserdampf in der gesamten Erdatmosphäre. Der für den Treibhauseffekt wichtige Anteil an Kohlendioxid ist durch menschlichen Einfluss gestiegen und liegt momentan bei etwa 0,04 Vol.-%.
Die auf der Erde meteorologisch gemessenen Temperaturextreme betragen −89,2 °C (gemessen am 21. Juli 1983 auf 3.420 Metern Höhe in der Wostok-Station in der Antarktis) und 56,7 °C (gemessen am 10. Juli 1913 im Death Valley auf 54 m unter dem Meeresspiegel). Die mittlere Temperatur in Bodennähe beträgt 15 °C. Bei dieser Temperatur liegt die Schallgeschwindigkeit in der Luft auf Meeresniveau bei 340 m/s.
Die Erdatmosphäre streut den kurzwelligen, blauen Spektralanteil des Sonnenlichts etwa fünfmal stärker als den langwelligen, roten und färbt dadurch bei hohem Sonnenstand den Himmel blau. Ebenfalls blau erscheint die Oberfläche der Meere und Ozeane vom Weltall aus, weswegen die Erde seit dem Beginn der Raumfahrt auch der „Blaue Planet“ genannt wird. Dieser Effekt ist jedoch auf die stärkere Absorption roten Lichtes im Wasser selbst zurückzuführen. Dabei ist die Spiegelung des blauen Himmels an der Wasseroberfläche nur nebensächlich.

## Klima

### Klima- und Vegetationszonen

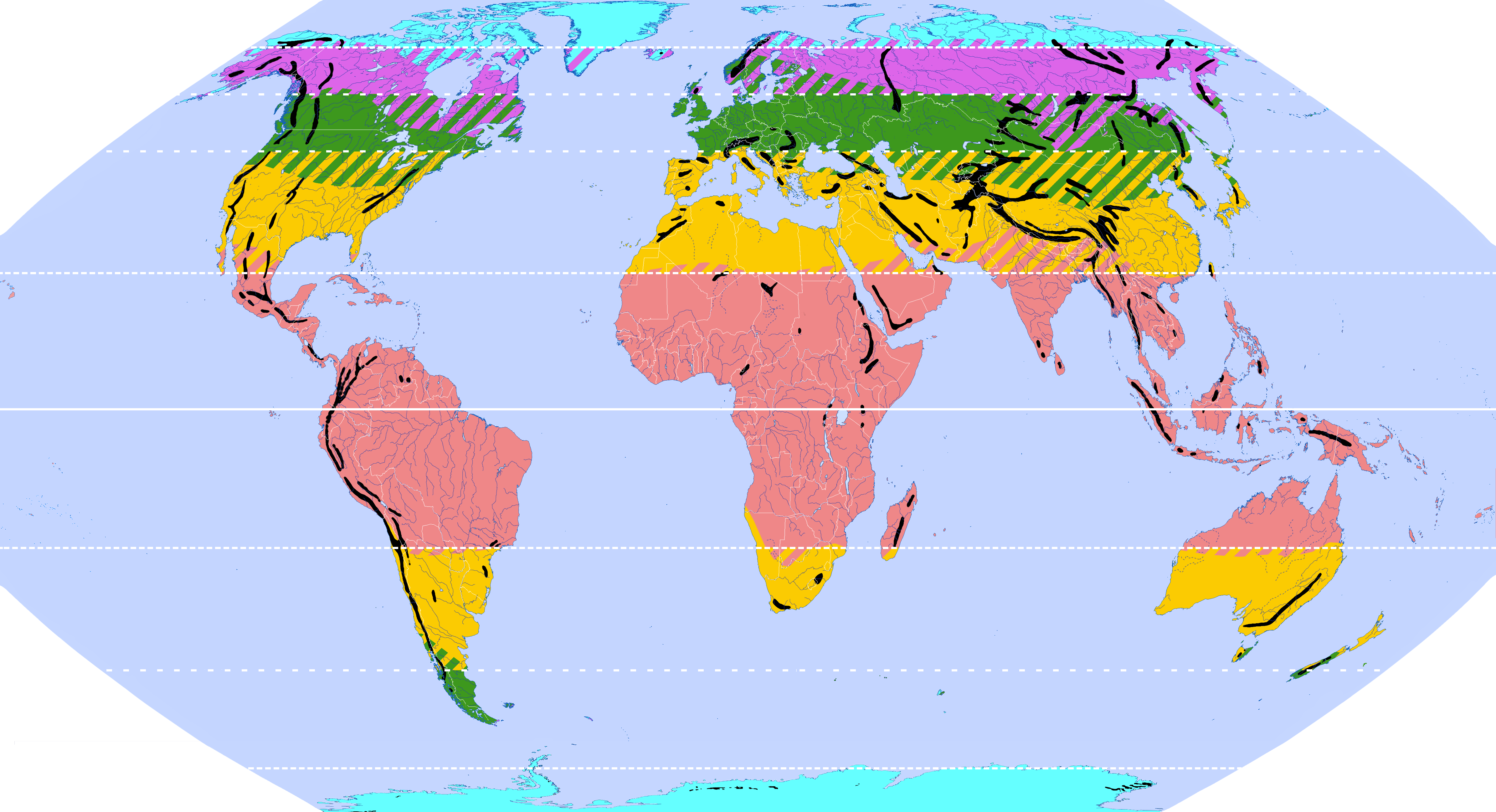
Klimazonen der Erde (Solare Grenzen an Breitenkreisen, mittlere thermische Grenzen schraffiert)

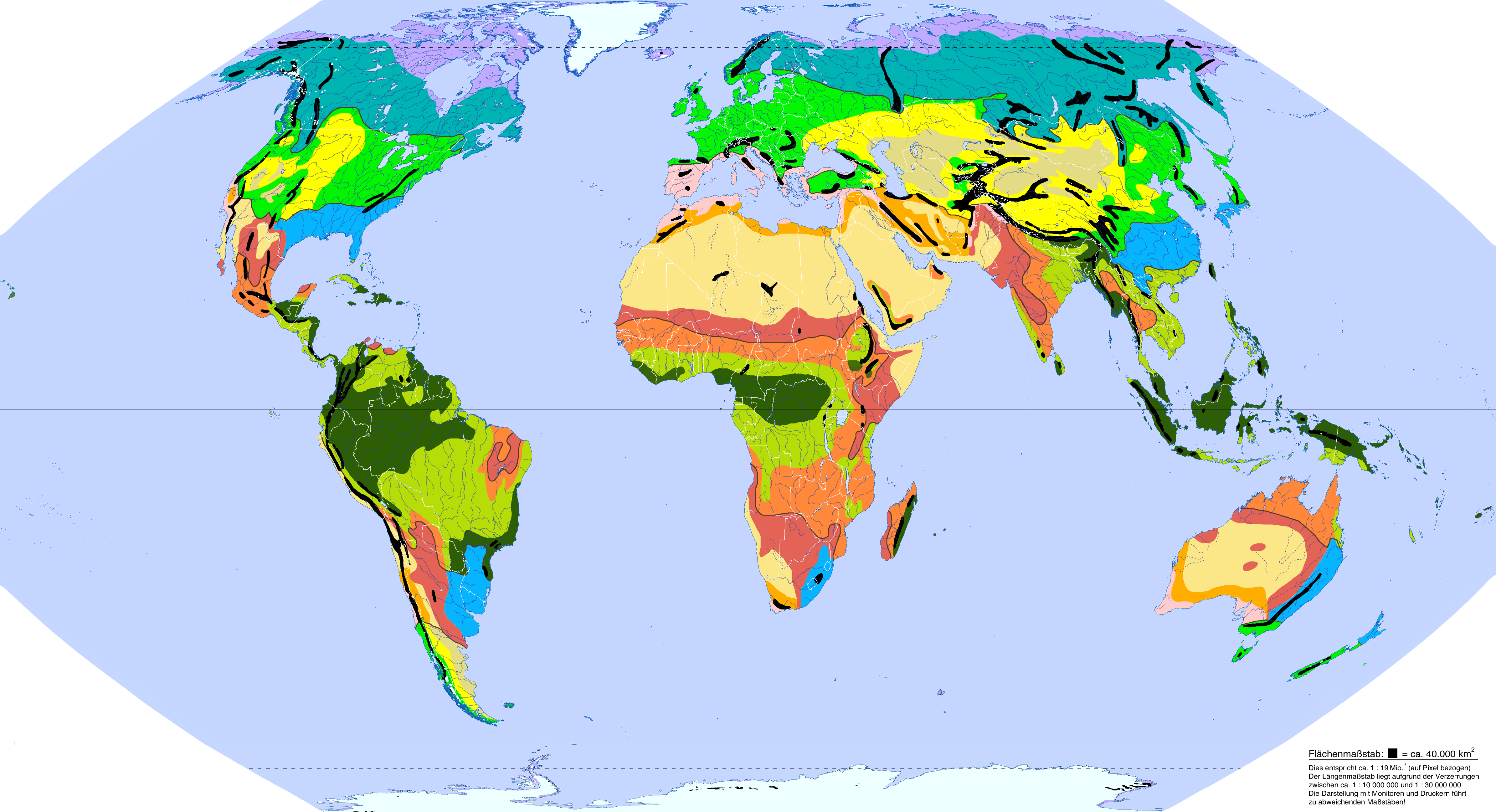
Ökozonen der Erde nach Schultz

Die Erde wird anhand unterschiedlich intensiver Sonneneinstrahlung in Klimazonen eingeteilt, die sich vom Nordpol zum Äquator erstrecken – und auf der Südhalbkugel spiegelbildlich verlaufen. Die Klimate prägen die Vegetation, die ähnlich in verschiedene zonale biogeographische Modelle gegliedert werden.
| Klimazone            | ungefähre Breitengrade Nord/Süd | Durchschnitts- temperatur |
| -------------------- | ------------------------------- | ------------------------- |
| Polarzone/Kalte Zone | Pol bis 66,56° (Polarkreise)    | ca. 0 °C                  |
| Gemäßigte Zone       | 66,56° bis 40°                  | ca. 08 °C                 |
| Subtropen            | 40° bis 23,5° (Wendekreise)     | ca. 16 °C                 |
| Tropen               | 23,5° bis Äquator               | ca. 24 °C                 |

Je weiter eine Klimazone vom Äquator und vom nächsten Ozean entfernt ist, desto stärker schwanken die Temperaturen zwischen den Jahreszeiten.

#### Polarzone
Die Polargebiete liegen an den Polen. Das Nördliche liegt innerhalb des nördlichen Polarkreises und umfasst die Arktis, in deren Zentrum das Nordpolarmeer liegt. Das Südliche liegt entsprechend innerhalb des südlichen Polarkreises und umfasst die Antarktis, zu welcher der Großteil des Kontinents Antarktika gehört.
Die Polargebiete werden geprägt durch kaltes Klima mit viel Schnee und Eis, Polarlichtern, sowie dem Polartag mit der Mitternachtssonne und der Polarnacht, die beide bis zu einem halben Jahr dauern können.
Die Vegetation der polaren- und subpolaren Ökozone reicht von den Kältewüsten (die nur kleine, inselartige Pflanzenvorkommen mit sehr wenigen flach wachsenden Arten aufweisen) zu den baumlosen, gras-, strauch- und moosbewachsenen Tundren.

#### Gemäßigte Zone
Die gemäßigte Klimazone reicht von den Polarkreisen bis zum vierzigsten Breitengrad und wird in eine kalt- und kühlgemäßigte Zone eingeteilt. In dieser Zone unterscheiden sich die Jahreszeiten groß, was jedoch zum Äquator etwas abnimmt. Ein weiteres Merkmal sind die Unterschiede der Längen von Tag und Nacht, die je nach Jahreszeit stark variieren. Diese Unterschiede nehmen zum Pol hin immer mehr zu.
Die Vegetation wird durch Wälder (im Norden der Nordhalbkugel boreale Nadelwälder, bei den äquatornäheren Gebieten nemorale beziehungsweise australe Misch- und Laubwälder der feuchten Mittelbreiten) sowie Grassteppen und winterkalte Halbwüsten und Wüsten (Prärien und Großes Becken in Nordamerika; Eurasische Steppe und Wüsten Zentralasiens, Pampa und patagonische Trockensteppe) geprägt.

#### Subtropen
Die Subtropen (zum Teil auch warmgemäßigte Klimazone) liegen in der geografischen Breite zwischen den Tropen in Äquatorrichtung und den gemäßigten Zonen in Richtung der Pole, ungefähr zwischen 25° und 40° nördlicher beziehungsweise südlicher Breite. In den Subtropen herrschen tropische Sommer und nicht-tropische Winter vor. Die Subtropen lassen sich weiter in trockene, winterfeuchte, sommerfeuchte und immerfeuchte Subtropen unterteilen.
Weitverbreitet wird subtropisches Klima mit einer Mitteltemperatur im Jahr über 20 Grad Celsius, und einer Mitteltemperatur des kältesten Monats von unterhalb 20 Grad definiert.
Die Unterschiede zwischen den Längen von Tag und Nacht sind relativ gering.
Die Vegetation umfasst vor allem trockene Offenlandschaften (Heiße Halbwüsten und -Wüsten wie die Sahara und die australischen Wüsten), aber auch Waldgebiete (lichte Hartlaubwälder der winterfeuchten „Mittelmeerklimate“ und dichte Lorbeerwälder der immerfeuchten Subtropen).

#### Tropen
Die Tropen befinden sich zwischen dem nördlichen und südlichen Wendekreis. In den Tropen sind Tag und Nacht immer ungefähr gleich lang (zwischen 10,5 und 13,5 Stunden).
Die Tropen können in die immerfeuchten und wechselfeuchten Tropen unterteilt werden. Nur die wechselfeuchten Tropen haben zwei klimatisch unterscheidbare Jahreszeiten: Trocken- und Regenzeit.
Die Tropen werden vegetationsgeographisch in die sommerfeuchten- Trocken- und Feuchtsavannen sowie die Regenwälder der immerfeuchten Tropen (Amazonasbecken, Kongobecken, Malaiischer Archipel und Neuguinea) untergliedert. In den Tropen konzentriert sich die größte Artenvielfalt und Biodiversität der Erde.

### Jahreszeiten

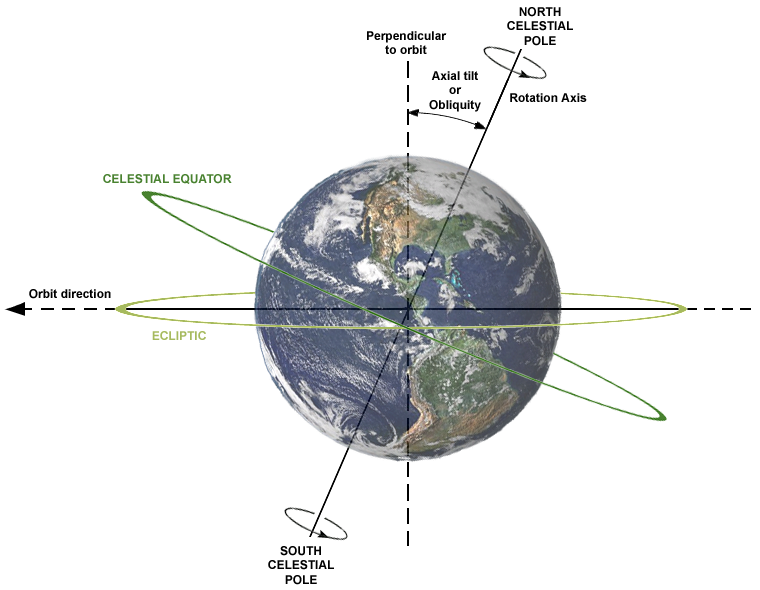
Die Neigung der Erdachse

Die Jahreszeiten werden in erster Linie von der Einstrahlung der Sonne verursacht und können infolgedessen durch Temperatur- und/oder Niederschlagsmengenschwankungen geprägt sein. Darunter wird in der gemäßigten Zone gewöhnlich der Wechsel der Tageshöchst- bzw. Tagestiefsttemperaturen verstanden. In den Subtropen und stärker in den Tropen werden diese Temperaturunterschiede mit Schwankungen der Monatsmittel des Niederschlags überlagert, und in seiner Wahrnehmbarkeit verringert.
Die Unterschiede entstehen durch die Neigung des Äquators gegen die Ekliptik. Dies hat zur Folge, dass der Zenitstand der Sonne zwischen dem nördlichen und südlichen Wendekreis hin- und herwandert (daher auch der Name Wendekreis). Dadurch entstehen neben den unterschiedlichen Einstrahlungen auch die Unterschiede der Längen von Tag und Nacht, die je nach Jahreszeit stark variieren. Diese Unterschiede nehmen zum Pol hin immer mehr zu.
Die Wanderung erfolgt im Jahresrhythmus wie folgt:
- 21. Dezember (Wintersonnenwende): Die Sonne steht über dem südlichen Wendekreis (Wendekreis des Steinbocks). Auf der Nordhalbkugel ist nun der kürzeste und auf der Südhalbkugel der längste Tag des Jahres. Der astronomische Winter beginnt. Auf der Nordhalbkugel erreicht die mittlere (Tages- bzw. Monats-)Temperatur durch die nun geringe Sonneneinstrahlung dort mit einiger Verzögerung ihren Tiefstpunkt. Am Nordpol ist die Mitte der Polarnacht und am Südpol die Mitte des Polartags.
- 19. bis 21. März: Tagundnachtgleiche: Im Norden beginnt astronomisch der Frühling und im Süden der Herbst. Die Sonne ist auf Höhe des Äquators.
- 21. Juni (Sommersonnenwende): Die Sonne steht über dem nördlichen Wendekreis (Wendekreis des Krebses). Längster Tag im Norden und kürzester Tag im Süden. Auf der Nordhalbkugel beginnt nun der astronomische Sommer und auf der Südhalbkugel der astronomische Winter. Auf der Nordhalbkugel erreicht die mittlere Tages- bzw. Monatstemperatur durch die höhere Sonneneinstrahlung dort mit einiger Verzögerung ihren Höchstpunkt. Am Nordpol ist die Mitte des Polartags und am Südpol die Mitte der Polarnacht.
- 22. oder 23. September: Tagundnachtgleiche: Im Norden beginnt astronomisch der Herbst, im Süden der Frühling. Die Sonne ist wieder auf Höhe des Äquators.

Abweichend davon wird in der Meteorologie der Beginn der Jahreszeiten jeweils auf den Monatsanfang vorverlegt (1. Dezember, 1. März usw.).

### Globaler Energiehaushalt
Der Energiehaushalt der Erde wird wesentlich durch die Einstrahlung der Sonne und die Ausstrahlung der Erdoberfläche bzw. Atmosphäre bestimmt, also durch den Strahlungshaushalt der Erde. Die restlichen Beiträge von zusammen etwa 0,02 % liegen deutlich unterhalb der Messungsgenauigkeit der Solarkonstanten sowie ihrer Schwankung im Lauf eines Sonnenfleckenzyklus.
Etwa 0,013 % macht der durch radioaktive Zerfälle erzeugte geothermische Energiebeitrag aus, etwa 0,007 % stammen aus der menschlichen Nutzung fossiler und nuklearer Energieträger und etwa 0,002 % verursacht die Gezeitenreibung.
Die Erde hat eine sphärische Albedo im Mittel von 0,294, wobei ein wesentlicher Anteil auf die Wolken der Erdatmosphäre zurückzuführen ist. Dies führt zu einer globalen effektiven Temperatur von ca. 255 K (−18 °C). Die Durchschnittstemperatur am Boden liegt jedoch durch einen starken atmosphärischen Treibhauseffekt bei etwa 288 K (15 °C), wobei die Treibhausgase Wasser und Kohlendioxid den Hauptbeitrag liefern.

### Einfluss des Menschen
|  |  |
|  |  |

Die Wechselwirkungen zwischen Lebewesen und Klima haben heute eine neue Quantität durch den zunehmenden Einfluss des Menschen erreicht. Während etwa 1,8 Milliarden Menschen im Jahr 1920 die Erde bevölkerten, wuchs die Erdbevölkerung bis zum Jahr 2008 auf knapp 6,7 Milliarden und bis zum Jahr 2022 auf rund 8,0 Milliarden Menschen. Die UNO rechnete für den Zeitraum 2015 bis 2020 mit einem Bevölkerungswachstum von rund 78 Millionen Menschen pro Jahr. Im Jahr 2022 wurde die Acht-Milliarden-Menschen-Marke überschritten. Die UNO erwartet für 2050 etwa 9,7 Milliarden Menschen und für 2100 10,9 Milliarden Menschen. Ein starkes Bevölkerungswachstum ist für die absehbare Zukunft in den Entwicklungsländern weiterhin zu erwarten, während in vielen hoch entwickelten Ländern die Bevölkerung stagniert oder nur sehr langsam wächst, aber deren industrieller Einfluss auf die Natur weiterhin wächst.
Da viele Menschen nach steigendem Lebensstandard streben, konsumieren sie mehr, was aber mehr Energie verbraucht. Die meiste Energie stammt aus der Verbrennung fossiler Energieträger, der Kohlenstoffdioxidgehalt in der Atmosphäre erhöht sich daher. Da Kohlendioxid eines der wichtigsten Treibhausgase ist, führte das zum anthropogenen Klimawandel, der nach den meisten Experten die globale Durchschnittstemperatur deutlich steigern wird. Die Folgen dieses Prozesses werden Klima, Meere, Vegetation, Tierwelt und Menschen erheblich beeinflussen. Die primären Folgen sind häufigere und verstärkte Wetterereignisse, ein steigender Meeresspiegel infolge abschmelzenden Inlandeises und der Wärmeausdehnung des Wassers, sowie eine Verlagerung der Klima- und Vegetationszonen nach Norden. Sofern die internationalen Klimaschutzbemühungen zu wenig Erfolg haben, kann es zu einem Szenario unkalkulierbarer Risiken für die Erde kommen, das von den Medien auch als „Klimakatastrophe“ bezeichnet wird.

## Begleiter

### Mond

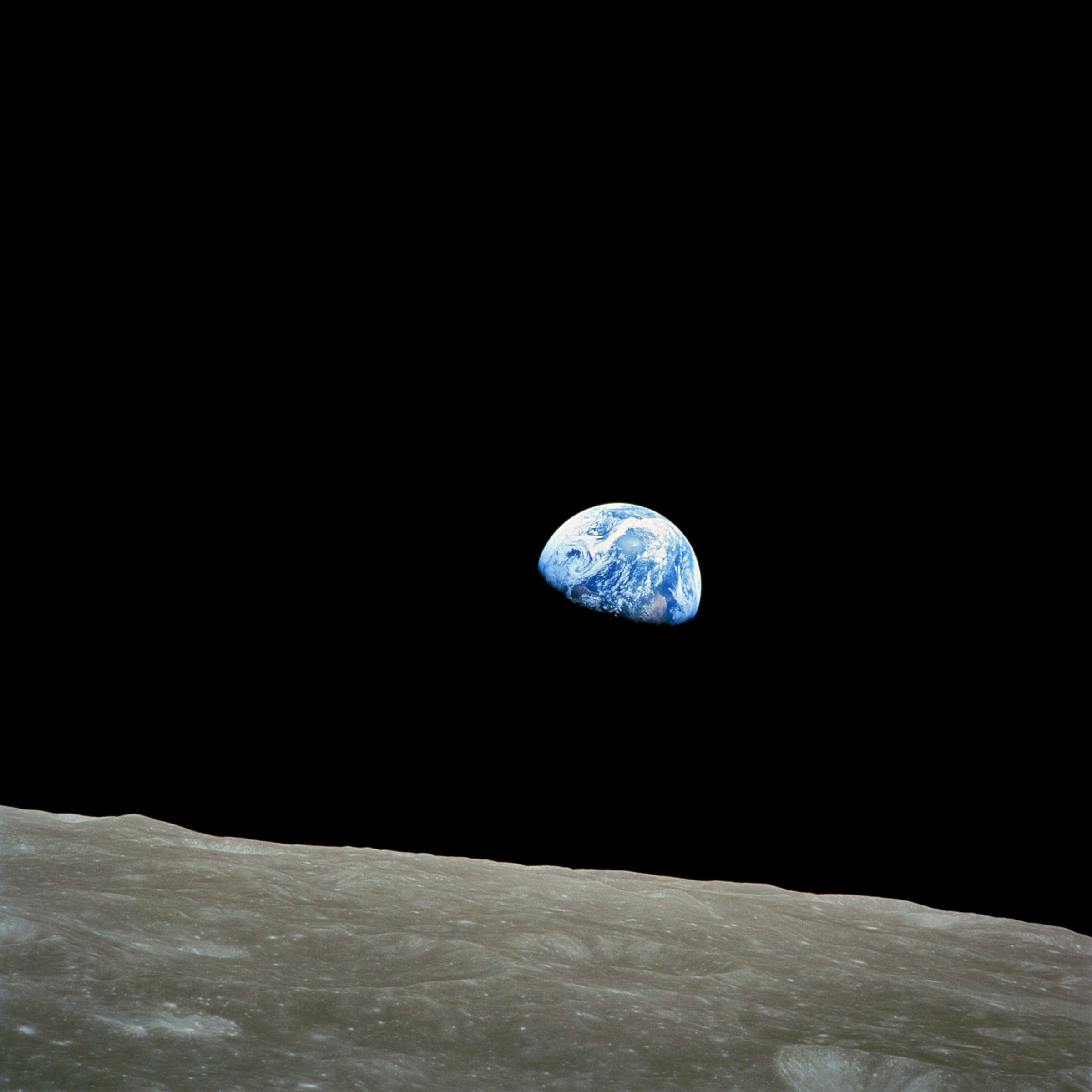
Erdaufgang im Orbit um den Mond (Apollo 8)

Der Mond umkreist die Erde als natürlicher Satellit. Das Verhältnis des Durchmessers des Mondes zu seinem Planeten von 0,273 (mittlerer Monddurchmesser 3 476 km zu mittlerem Erddurchmesser 12 742 km) ist deutlich größer als bei den natürlichen Satelliten der anderen Planeten.
Wissenschaftliche Überlegungen legen die Annahme nahe, dass der Mond durch einen Zusammenstoß der Proto-Erde mit dem marsgroßen Protoplaneten Theia entstand.
Der Mond stabilisiert die Erdachse, deren Neigung mit ± 1,3° um den Mittelwert 23,3° schwankt. Diese Schwankung wäre viel größer, wenn die Präzessionsperiode von etwa 26 000 Jahren in Resonanz mit einer der vielen periodischen Störungen stünde, die von der Gravitation der anderen Planeten stammen und die Erdbahn beeinflusst. Gegenwärtig beeinflusst nur eine geringe Störung von Jupiter und Saturn mit einer Periode von 25 760 Jahren  die Erde, ist aber zu schwach, um viel zu verändern. Die Neigung der Erdachse wäre, wie Simulationen zeigen, im gegenwärtigen Zustand des Sonnensystems instabil, wenn die Neigung im Bereich von etwa 60° bis 90° läge; die tatsächliche Neigung von gut 23° hingegen ist weit genug von starken Resonanzen entfernt und bleibt stabil.
Hätte die Erde jedoch keinen Mond, so wäre die Präzessionsperiode etwa dreimal so groß, weil der Mond etwa zwei Drittel der Präzessionsgeschwindigkeit verursacht und ohne ihn nur das Drittel der Sonne übrigbliebe. Diese deutlich längere Präzessionsperiode läge nahe vielen Störungen, von denen die stärksten mit Perioden von 68 750, 73 000 und 70 800 Jahren  erhebliche Resonanzeffekte verursachen würden. Unter diesen Umständen zeigen Rechnungen, dass alle Achsneigungen zwischen 0° und etwa 85° instabil wären. Dabei würde eine typische Schwankung von 0° bis 60° weniger als 2 Millionen Jahre erfordern.
Der Mond verhindert diese Resonanzen und stabilisiert so mit seiner relativ großen Masse die Neigung der Erdachse gegen die Ekliptik. Dies stabilisiert auch die Jahreszeiten und schafft so günstige Bedingungen für die Entwicklung des Lebens auf der Erde.
| Größenverhältnis zwischen Erde und Mond und ihr Abstand zueinander: |      |      |      |
| L4 und L5                                                           |      |      |      |
| Erde                                                                | Erde | Erde | Mond |

### Weitere Begleiter

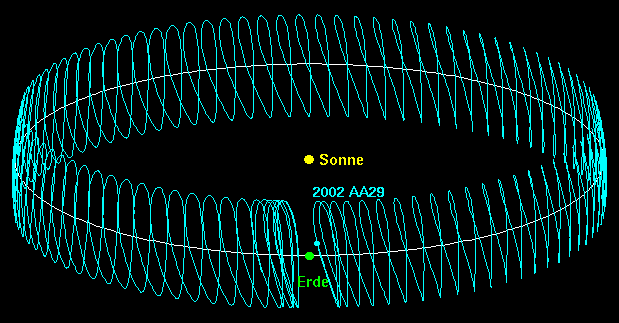
Hufeisenumlaufbahn von 2002 AA_{29} entlang der Erdbahn

Außer dem Mond existieren mehrere kleinere Asteroiden, die ebenfalls koorbital auf verschiedenen Bahnen um die Erde bzw. gemeinsam mit der Erde um die Sonne kreisen. Diese Umlaufbahnen sind meist komplex und es kommt zu häufigen Wechseln bspw. von einer Hufeisenumlaufbahn zur Umlaufbahn eines Quasisatelliten und zurück. Es sind vier Arten von Bahnen von natürlichen Erdbegleitern bekannt:
- Trojaner: In bzw. bei den Lagrange-Punkten L4 und L5 der Erde können sich Begleiter aufhalten und der Erde so voraus- oder hinterherlaufen. Bislang wurde erst ein natürlicher Trojaner der Erde entdeckt, der etwa 300 Meter große Asteroid (706765) 2010 TK7, der ihr bei L4 vorausläuft. Weitere kleinere Trojaner werden vermutet.
- Hufeisenumlaufbahn: Beispiele dafür sind der etwa 300 m große (419624) 2010 SO16 und der etwa 50 bis 110 Meter große 2002 AA29. (Für weitere Beispiele siehe Hufeisenumlaufbahn #Beispiele.)
- Quasisatellit: Der wahrscheinlich stabilste Quasisatellit der Erde ist der etwa 100 Meter große (469219) Kamoʻoalewa. (Für weitere Beispiele siehe Quasisatellit #Erde.)
- Zweiter Erdmond: Der etwa zehn bis 30 Meter große Asteroid 2003 YN107 wird 2120 wahrscheinlich von der Erde eingefangen und so zu einem zweiten Erdmond. Beispiele für temporäre zweite Monde der jüngeren Vergangenheit sind die jeweils nur etwa 2–3 Meter großen 2006 RH120 (ist ungefähr alle 20 Jahre ein Mond, zuletzt 2006–2007) und 2020 CD3 (war 2017/2018–2020 ein Mond). (Siehe auch: Zweiter Erdmond #Tatsächliche zweite Erdmonde.)

Auf all diesen Bahnen fliegt vermutlich neben den entdeckten großen Objekten auch eine große Anzahl kleiner, bisher unentdeckter natürlicher Objekte, ebenso auf anderen Bahnen. Nachgewiesen sind Teilchen von teilweise mehreren Zentimetern Größe bspw. in den Lagrange-Punkten L4 und L5 des Mondes, die Kordylewskischen Wolken.
Zusätzlich befinden sich (Stand: 2019) tausende künstliche Satelliten im Erdorbit sowie etwa eine Million Stücke Weltraumschrott, die größer sind als 1 cm.

## Entstehung

### Entstehung des Erdkörpers
Die Erde entstand wie die Sonne und ihre anderen Planeten vor etwa 4,6 Milliarden Jahren, als sich der Sonnennebel verdichtete. Die Erde wurde, wie heute allgemein angenommen, während der ersten 100 Millionen Jahre intensiv von Asteroiden bombardiert. Heute fallen nur noch wenige Objekte vom Himmel. Dort erscheinen die meisten Objekte als Meteore und sind kleiner als 1 cm. Auf der Erde sind im Gegensatz zum Mond fast alle Einschlagkrater durch geologische Prozesse verschwunden. Die junge Erde erhitzte sich durch die kinetische Energie der Einschläge während des schweren Bombardements und durch die Wärmeproduktion des radioaktiven Zerfalls, bis sie größtenteils aufgeschmolzen war. Danach differenzierte sich gravitativ der Erdkörper in einen Erdkern und einen Erdmantel. Dabei sanken die schwersten Elemente, vor allem Eisen, zum Schwerpunkt der Erde, wobei auch Wärme frei wurde. Leichte Elemente, vor allem Sauerstoff, Silizium und Aluminium, stiegen nach oben und aus ihnen bildeten sich hauptsächlich silikatische Minerale, aus denen auch die Gesteine der Erdkruste bestehen. Da die Erde vorwiegend aus Eisen und Silikaten besteht, hat sie wie alle terrestrischen Planeten eine recht hohe mittlere Dichte von 5,515 g/cm³.
Die Erdoberflächen-Entwicklung im Wechselspiel der geologischen und biologischen Faktoren wird als Erdgeschichte bezeichnet.

### Herkunft des Wassers

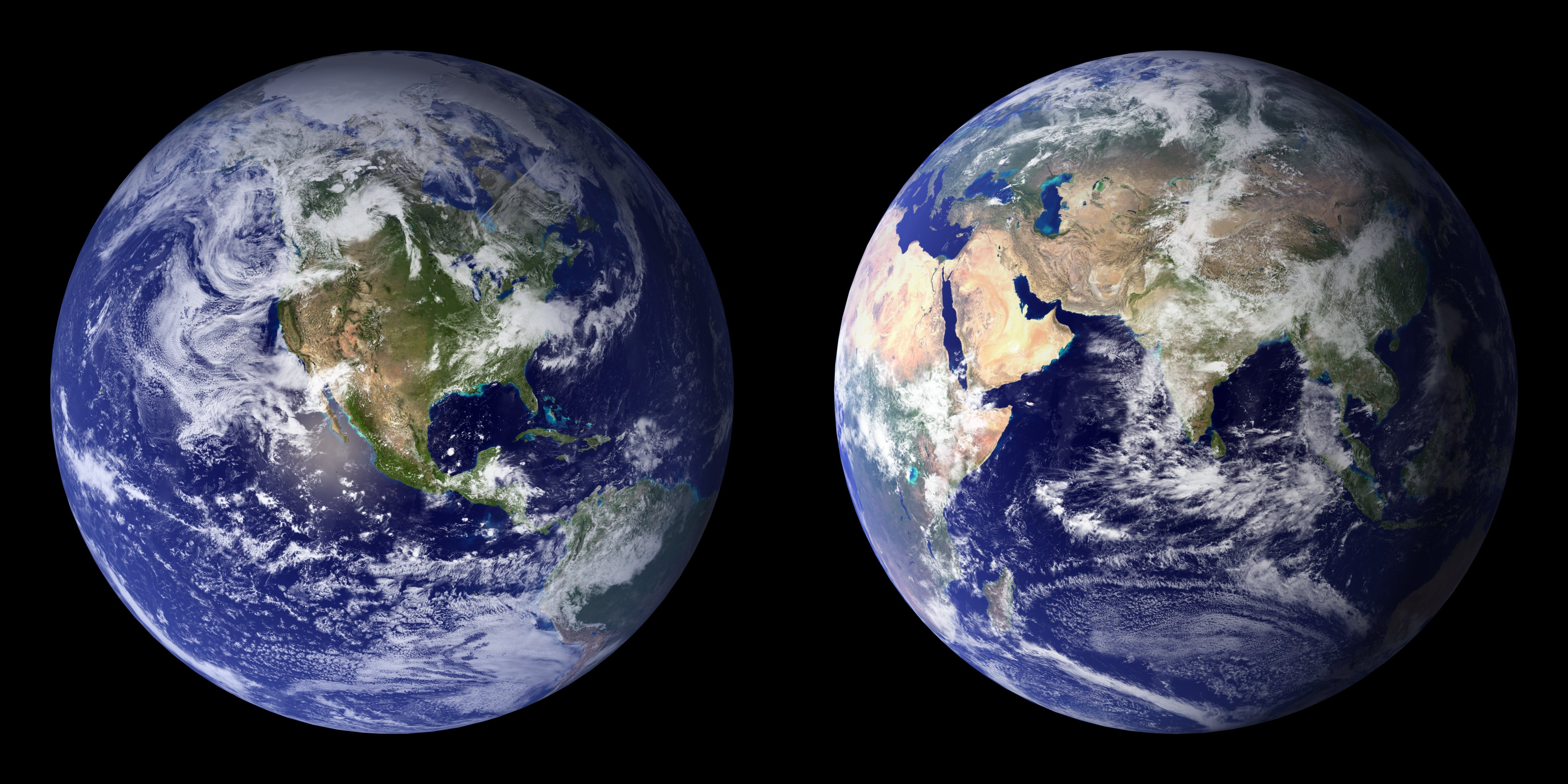
Wasser bedeckt etwa 70 % der Erdoberfläche.

Woher das Wasser auf der Erde kommt, und insbesondere warum die Erde deutlich mehr Wasser hat als die anderen erdähnlichen Planeten, ist bis heute nicht befriedigend geklärt. Ein Teil des Wassers dürfte als Wasserdampf aus Magma ausgegast sein, also letztlich aus dem Erdinneren kommen. Ob das aber für die heutige Menge an Wasser ausreicht, ist fraglich. Weitere große Anteile könnten von Einschlägen von Kometen, transneptunischen Objekten oder wasserreichen Asteroiden (Protoplaneten) aus den äußeren Bereichen des Asteroidengürtels stammen. Wobei Messungen des Isotopen-Verhältnisses von Deuterium zu Protium (D/H-Verhältnis) eher auf Asteroiden deuten, da in Wassereinschlüssen in kohligen Chondriten ähnliche Isotopen-Verhältnisse gefunden wurden wie im Ozeanwasser, wohingegen das Isotopen-Verhältnis von Kometen und transneptunischen Objekten nach bisherigen Messungen nicht mit dem von irdischem Wasser übereinstimmt.

## Leben

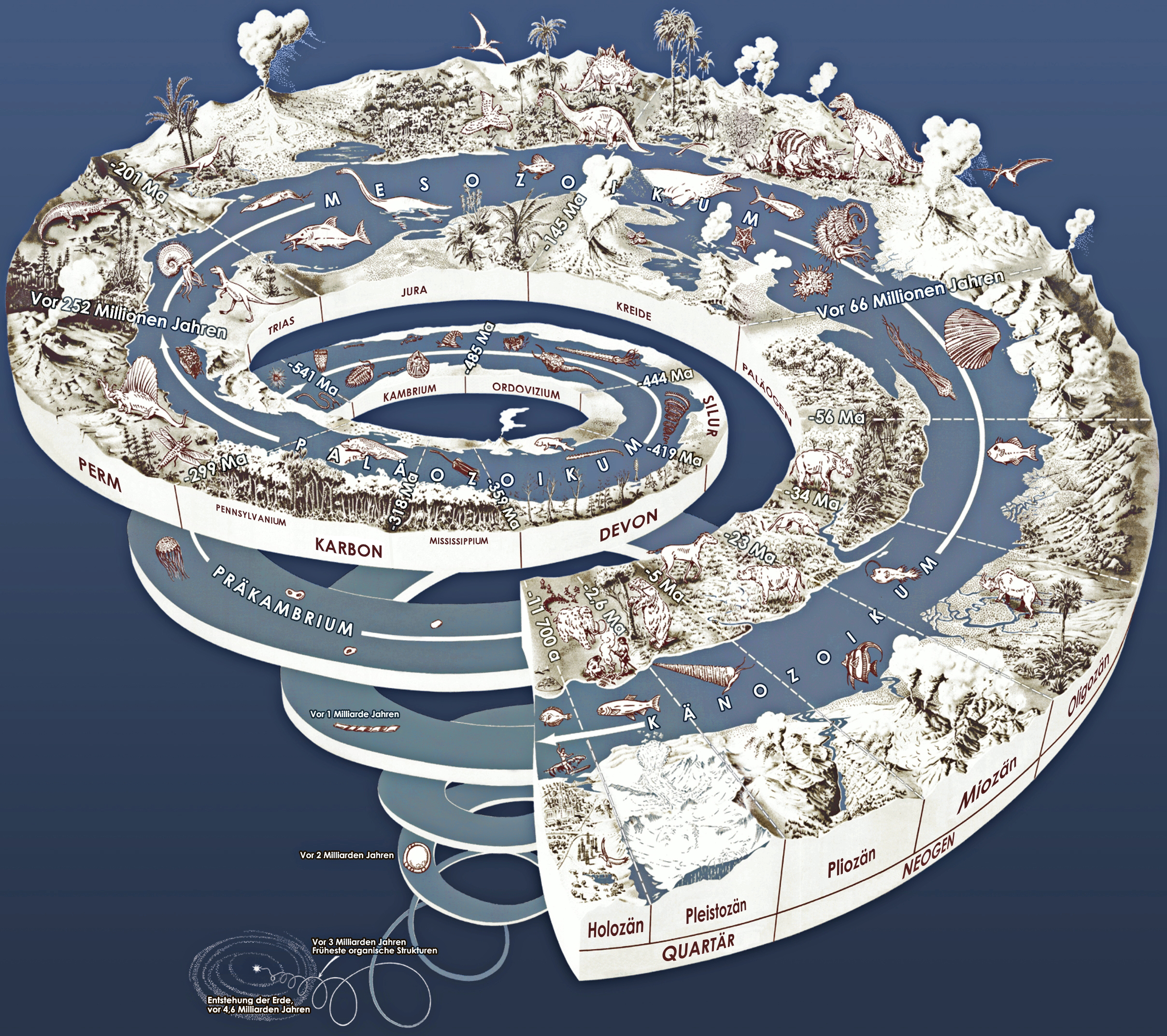
Stark vereinfachte grafische Darstellung der Geschichte der Erde und des Lebens

Die Erde ist der einzige bekannte Planet, auf dem eine Biosphäre mit Lebensformen existiert. Das Leben begann nach heutigem Wissen möglicherweise bereits relativ schnell nach dem Ende des letzten schweren Bombardements großer Asteroiden: der letzten Phase der Entstehung des Sonnensystems, die von der Erdentstehung von vor etwa 4,6 bis vor etwa 3,9 Milliarden Jahren dauerte. Danach kühlte sich die Erde ab, so dass sich eine stabile Kruste bildete, auf der sich dann Wasser sammeln konnte. Das Leben entwickelte sich, wie Hinweise vermuten lassen, die jedoch nicht von allen Wissenschaftlern anerkannt werden, schon (geologisch) kurze Zeit später:
In 3,85 Milliarden Jahre altem Sedimentgestein aus der Isua-Region im Südwesten Grönlands wurden in den Verhältnissen von Kohlenstoffisotopen Anomalien entdeckt, die auf biologischen Stoffwechsel deuten könnten. Das Gestein kann aber auch statt Sedimentgestein nur stark verändertes Ergussgestein sein, ohne dabei auf Leben zu deuten. Die ältesten direkten, allerdings umstrittenen Hinweise auf Leben sind Strukturen in 3,5 Milliarden Jahre alten Gesteinen der Warrawoona-Gruppe im Nordwesten Australiens und im Barberton-Grünsteingürtel in Südafrika, die als von Cyanobakterien verursacht gedeutet werden. Die ältesten eindeutigen Lebensspuren auf der Erde sind 1,9 Milliarden Jahre alte Fossilien aus der Gunflint-Formation in Ontario, die Bakterien oder Archaeen gewesen sein könnten.
Mit der Erdklimageschichte sind untrennbar die chemische wie die biologische Evolution verknüpft. Obwohl anfangs die Sonne deutlich weniger als heute strahlte (vgl. Paradoxon der schwachen jungen Sonne), existieren Hinweise auf irdisches Leben, grundsätzlich vergleichbar dem heutigen, „seit es Steine gibt“.
Des pflanzlichen Lebens Stoffwechsel, also die Photosynthese, reicherte die Erdatmosphäre mit molekularem Sauerstoff an, so dass sie ihren oxidierenden Charakter bekam. Zudem veränderte die Pflanzendecke merklich die Albedo und damit die Energiebilanz der Erde.
Die Lebensformen auf der Erde entstanden in der permanenten Wechselwirkung zwischen dem Leben und den herrschenden klimatischen, geologischen und hydrologischen Umweltbedingungen und bilden die Biosphäre: eine systemische Ganzheit, die in großflächigen Biomen, Ökosystemen und Biotopen beschrieben wird.

### Mensch und Umwelt

Verschiebung der Klimazonen nach dem Worst-Case-Szenario

Auf der Erde existiert seit rund 3 bis 2 Millionen Jahren die Gattung Homo, zu der der seit rund 300.000 Jahren existierende anatomisch moderne Mensch gehört. Die Menschen lebten bis zur Erfindung von Pflanzenbau und Nutztierhaltung im Vorderen Orient (ca. 11.), in China (ca. 8.) und im mexikanischen Tiefland (ca. 6. Jahrtausend v. Chr.) ausschließlich als Jäger und Sammler. Seit dieser neolithischen Revolution verdrängten die vom Menschen gezüchteten Kulturpflanzen und -tiere bei der Ausbreitung der Zivilisationen die Wildpflanzen und -tiere immer mehr. Der Mensch beeinflusst spätestens seit der industriellen Revolution das Erscheinungsbild und die Entwicklung der Erde immer mehr: Große Landflächen wurden in Industrie- und Verkehrsflächen umgewandelt.
Dieser anthropogene Wandel wirkte bereits zu Beginn der Neuzeit in einigen Erdregionen deutlich negativ: So entstand in Mitteleuropa seit dem 16. Jahrhundert eine dramatische Holznot, die eine erhebliche Entwaldung verursachte. Daraus entstanden im 18. und 19. Jahrhundert die ersten größeren Bewegungen in Europa und Nordamerika für Umwelt- und Naturschutz. Umweltverschmutzung und -zerstörung globalen Ausmaßes nahmen im 20. Jahrhundert schnell zu. Die zugrundeliegenden Zusammenhänge zeigte die 1972 erschienene Studie „Grenzen des Wachstums“ erstmals umfassend auf. Der internationale Umweltschutz-Aktionstag ist seit 1990 der 22. April und heißt Tag der Erde. 1992 kam eine erste „Warnung der Welt-Wissenschaftsgemeinde an die Menschheit“ zur dringenden Reduzierung schädlicher Einflüsse auf die Erde.
Das Jahr 2008 wurde von den Vereinten Nationen unter Federführung der UNESCO zum Internationalen Jahr des Planeten Erde (IYPE) erklärt. Diese bislang größte weltweite Initiative in den Geowissenschaften soll die Bedeutung und den Nutzen der modernen Geowissenschaften für die Gesellschaft und für eine nachhaltige Entwicklung verdeutlichen. Zahlreiche Veranstaltungen und interdisziplinäre Projekte auf internationaler und nationaler Ebene erstreckten sich von 2007 bis 2009 über einen Zeitraum von insgesamt drei Jahren.
Um die entscheidenden ökologischen Belastungsgrenzen der Erde zu quantifizieren, formulierte 2009 ein 28-köpfiges Wissenschaftlerteam unter Leitung von Johan Rockström (Stockholm Resilience Centre) die Planetary Boundaries:
- Verlust der biologischen Vielfalt
- Schwefelemissionen
- Kohlenstoffdioxid in der Erdatmosphäre
- Ausdünnung der Ozonschicht
- Versauerung der Meere
- Phosphorverlust der Meere
- Intensität der Landnutzung
- Süßwasserressourcen

### Menschlicher Einfluss auf die Zukunft

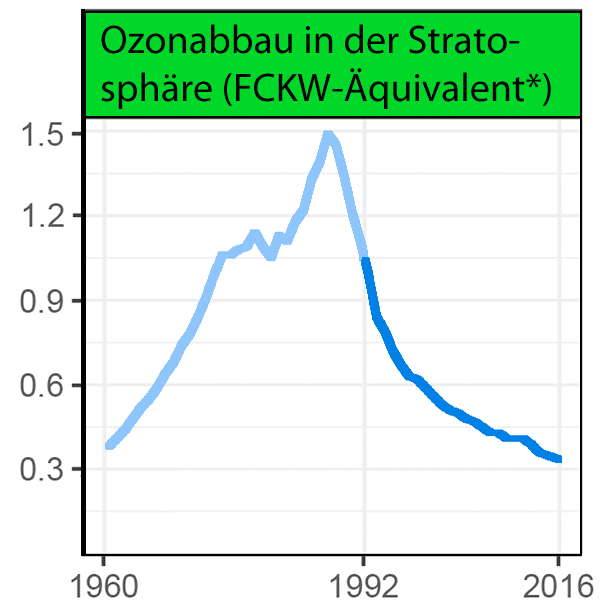
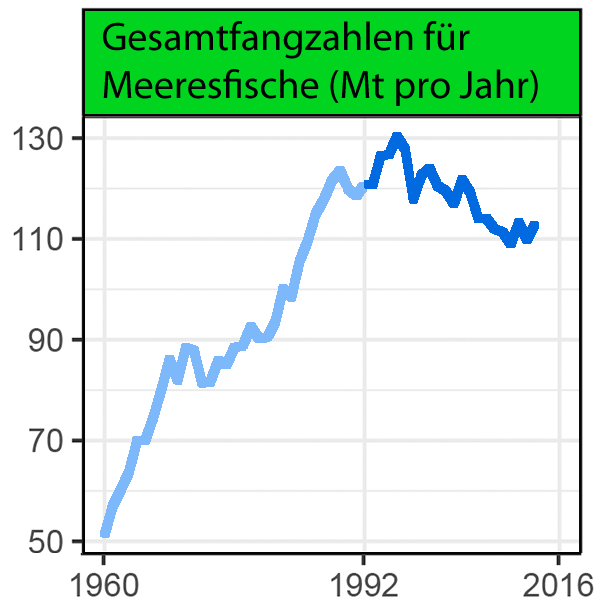
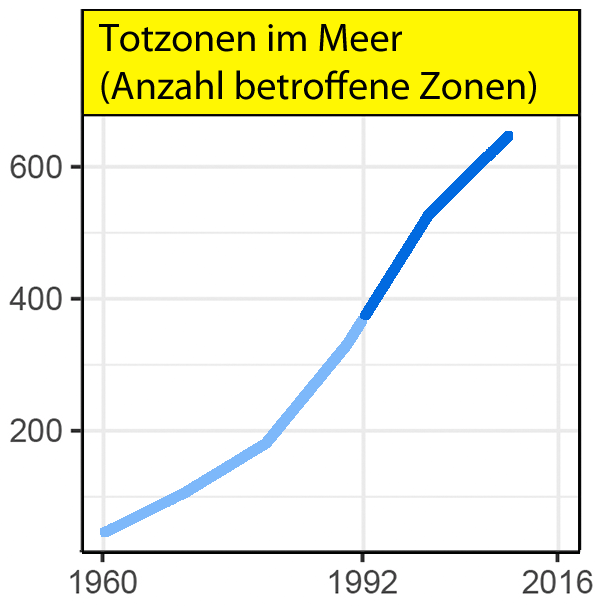
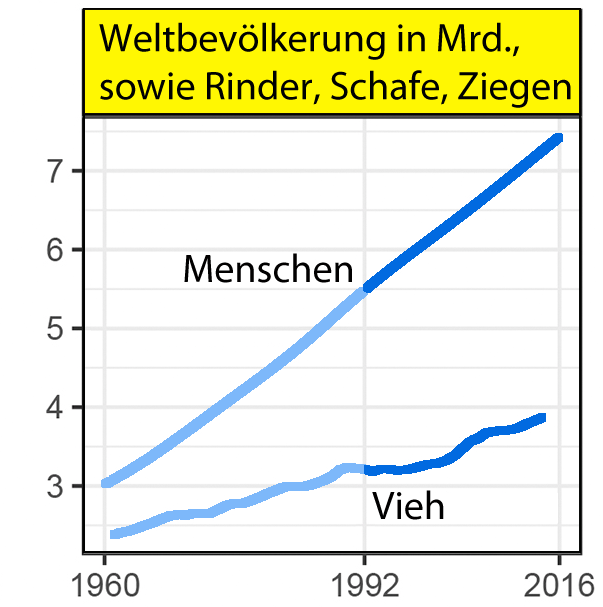
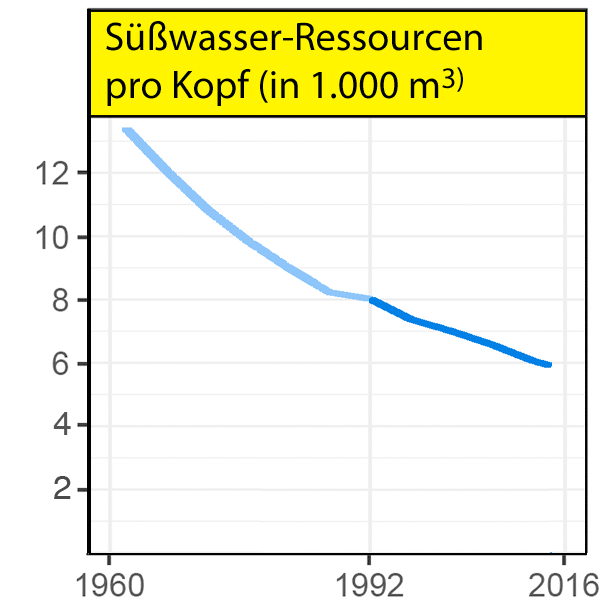
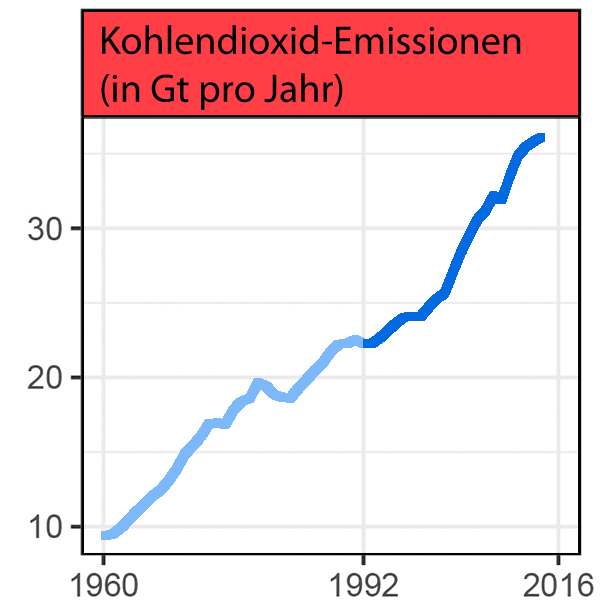
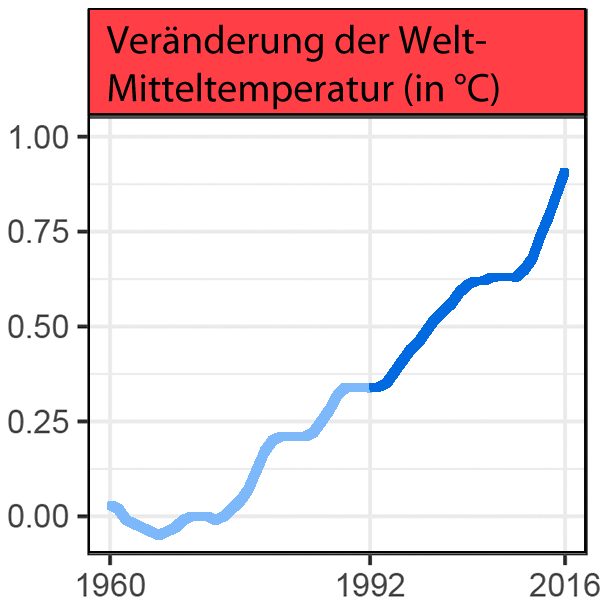
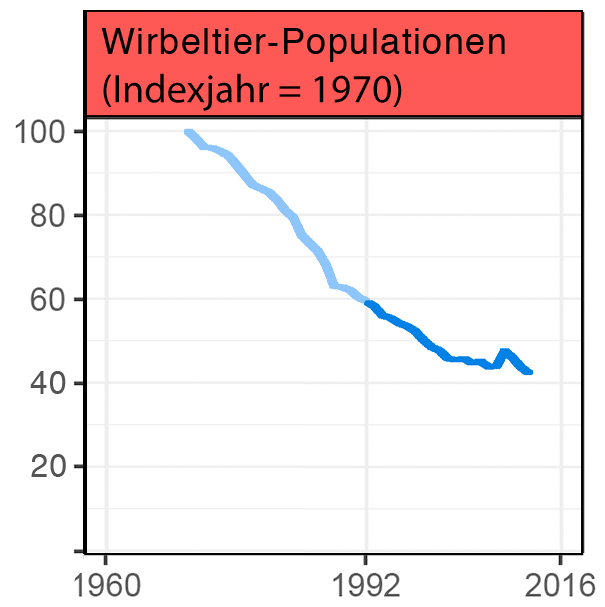

Die nähere Zukunft der Erdoberfläche hängt sehr stark von der Entwicklung des menschlichen Umwelteinflusses ab.
Dazu veröffentlichten 15 372 Wissenschaftler aus 184 Ländern am 13. November 2017 eine „zweite Warnung an die Menschheit“, da es außer beim Schutz der Ozonschicht und den Fischfangquoten keine realen Fortschritte gegeben hat: Fast alle wichtigen ökologischen Kennzahlen haben sich drastisch verschlechtert. Besonders beunruhigend sind die Trends bei der Klimaerwärmung, der Entwaldung, der Zunahme toter Gewässer und der Verringerung der Artenvielfalt. Die Wissenschaftler sehen die Lebensgrundlagen der Menschheit ernsthaft gefährdet und rufen zu kurzfristigen Gegenmaßnahmen auf.

## Zukunft

### Veränderungen durch das Altern der Sonne

Der Lebenszyklus der Sonne

Die fernere Zukunft der Erde ist eng an die der Sonne gebunden.
Im Sonnenkern vermindert die Kernfusion die Teilchenzahl (4 p + 2 e → He2+), aber kaum die Masse. Daher wird der Kern langsam schrumpfen und heißer werden. Außerhalb des Kerns wird sich die Sonne ausdehnen, das Material wird durchlässiger für Strahlung, sodass die Leuchtkraft der Sonne etwa um 10 % über die nächsten 1,1 Milliarden Jahre und um 40 % nach 3,5 Milliarden Jahren zunehmen wird.
Sofern obige Sonnenveränderungen als Haupteinflussfaktor auf die Erde angenommen werden, wird vermutet, dass die Erde noch etwa 500 Millionen Jahre lang ähnlich wie heute belebt bleiben könne. Danach, so zeigen Klimamodelle, wird der Treibhauseffekt instabil und höhere Temperatur führt zu mehr Wasserdampf in der Atmosphäre, was wiederum den Treibhauseffekt verstärken wird. Der warme Regen wird durch Erosion den anorganischen Kohlenstoffzyklus beschleunigen, wodurch der CO2-Gehalt der Atmosphäre auf etwa 10 ppm in etwa 900 Millionen Jahren (verglichen mit 280 ppm in vorindustrieller Zeit) stark abnehmen wird, sodass mit den Pflanzen auch die Tiere verhungern werden. Nach einer weiteren Milliarde Jahren wird das gesamte Oberflächenwasser verschwunden sein und die globale Durchschnittstemperatur der Erde +70 °C erreichen.

### Verlassen des Sonnensystems
Ein „Wild-Card“-Ereignis wäre das Herausschleudern der Erde aus dem Sonnensystem durch das nahe Vorbeiziehen eines Sterns (aufgrund der Wirkung von dessen Gravitation auf die Erde). Die Wahrscheinlichkeit dafür, dass das innerhalb der nächsten fünf Milliarden Jahre passiert, liegt bei etwa 1 zu 100.000 (0,001 %). In diesem Szenario würden die Ozeane innerhalb einiger Millionen Jahre fast vollständig gefrieren und nur noch vereinzelte Taschen flüssigen Wassers etwa 14 km unter der Oberfläche bestehen. Mit einer Wahrscheinlichkeit von etwa 1 zu 3.000.000 zieht stattdessen ein Doppelstern vorbei, nimmt die Erde in eine Umlaufbahn auf und hält so sogar die Biosphäre intakt.

### Zerstörung
Verschiedene weitere Wild-Card-Ereignisse könnten die Erde theoretisch schon bald zerstören. Beispiele hierfür sind:
- Zerstörung durch die Kollision mit einem anderen ausreichend großen Himmelskörper (Hierzu zählt ebenfalls der Eintritt der Erde in den Anziehungsbereich eines Schwarzen Lochs oder Neutronensterns ausreichender Größe. Die Wahrscheinlichkeit für all solche Kollisionen ist aber selbst dann, wenn der Andromedanebel in frühestens zwei[31] Milliarden Jahren mit der Milchstraße kollidiert, noch gering aufgrund der großen Leere des Universums sogar innerhalb von Galaxien.)
- Umwandlung in Seltsame Materie durch die Kollision mit einem Strangelet
- Zerstörung durch Außerirdische

Ohne Wild Cards oder menschliches Einwirken wird die Erde ab in etwa sieben Milliarden Jahren in die Sonne abstürzen und verglühen. Die oben beschriebene Vergrößerung sowie die Leuchtkraftzunahme der Sonne wird sich zuvor deutlich beschleunigt haben. Irgendwann wird die Sonne als Roter Riese bis an die heutige Erdbahn reichen. Zwar wird die Sonne als Roter Riese durch starken Sonnenwind etwa 30 % ihrer Masse verlieren, sodass rechnerisch der Erdbahnradius auf 1,7 AE anwachsen wird, aber die Erde wird in der nahen, sehr diffusen Sonnenoberfläche eine ihr nachlaufende Gezeitenwelle hervorrufen, die an ihrer Bahnenergie zehren und so die Flucht vereiteln wird.